# Буйнов Олександр Миколайович
Олександр Миколайович Буйнов (рос. Александр Николаевич Буйнов; нар. 24 березня 1950, Москва, РРСФР) — радянський та російський співак, актор, музикант, композитор, шоумен. Народний артист Російської Федерації (2010), Народний артист Інгушетії (2004), Народний артист Республіки Північна Осетія-Аланія. Занесений до переліку осіб, які створюють загрозу нацбезпеці України (з 6 березня 2018) за незаконний перетин кордону України та перебування на тимчасово окупованій території Донбасу. Підтримує путінський режим та війну Росії проти України. Фігурант бази центру «Миротворець».
З 7 січня 2023 року перебуває під санкціями РНБО за антиукраїнську діяльність.

## Життєпис
Народився 24 березня 1950 року в Москві, в сім'ї військового льотчика, який після німецько-радянської війни працював викладачем фізкультури. Мати була музиканткою — закінчила консерваторію по класу фортепіано. У сім'ї було четверо синів.
Навчався в музичній школі-семирічці Академічного Училища при Державній консерваторії ім. П. І. Чайковського. Після закінчення школи вступив до музичного училища, відслужив в армії та знову продовжив навчання в училищі ім. Гнєсіних на диригентсько-хоровому відділенні. У 1992 році закінчив режисерський факультет ГІТІСу.
Дебютував як композитор в гурті «Скоморохи». Після служби в армії працював у гурті «Аракс», потім в ансамблі «Квіти» та ВІА «Веселі хлоп'ята».
У 1989 році розпочав сольну кар'єру. У лютому 1993 року він став художнім керівником ансамблю музики та балету «Чао».

## Громадянська позиція
28 червня 2005 року підписав звернення на підтримку вироку колишнім керівникам компанії «ЮКОС». У лютому 2011 року заявив, що соромиться цього вчинку.
Член партії «Єдина Росія», член політради Московської організації партії «Єдина Росія».
11 травня 2017 року побував в окупованому бойовиками Донецьку, де заявив: 
| Я закрив для себе Україну на багато років — поки там не зміниться влада[7]. |
У 2018 році виступав на концерті, присвяченому відкриттю Кримського моста

## Дискографія
- «Билет на Копенгаген» (1991)
- «Ё-моё» (1992)
- «Гостиница Разгульная» (1993)
- «Во, жизнь довела!» (1994)
- «Я знал любовь» (1995)
- «Я — Московский!» (1996)
- «Острова любви» (1997)
- «Финансы поют романсы» (1999)
- «Любовь на двоих» (2000)
- «Нет слов» (2001)
- «Лови» (2003)
- «Все дела» (2004)

## Фільмографія
- 1998 — «Старі пісні про головне 3» — співак на Мюнхенській дискотеці
- 1988 — «Приморський бульвар» — саундтреки «Чашка чая» та «Бабушки»

## Санкції
Олександр Буйнов, який виступав 18 березня 2022 року в петербурзькому Палаці спорту «Ювілейний» на мітинг-концерті на честь восьмої річниці анексії Криму Росією, тому відіграв важливу роль у російській пропаганді і підтримав російську політику, що підриває територіальну цілістність, суверенітет та незалежність України, анексію Криму.